# Гара, Доминик Жозеф
Домини́к Жозе́ф Гара́ (фр. Dominique Joseph Garat; 8 сентября 1749 — 9 декабря 1833) — французский публицист и политический деятель, министр юстиции, министр внутренних дел.

## Биография
Был адвокатом в Бордо, потом переселился в Париж, писал в духе философии XVIII века, был профессором истории. Избранный депутатом в Генеральные штаты, он помещал в редактируемом им «Journal de Paris» интересные отчёты о заседаниях Учредительного собрания, вследствие чего его газета вскоре стала одной из самых распространённых во Франции. В 1792 году он издал «Considérations sur la Révolution française et sur la conjuration des puissances de l’Europe contre la liberté et contre les droits de l’homme» (1792).
Конвент назначил его министром юстиции на место Дантона. Склоняясь скорее на сторону жирондистов, он лавировал между партиями, из-за чего г-жа Ролан не щадит его в своих мемуарах. В марте 1793 года наследовал Ролану в должности министра внутренних дел. За содействие спасению жирондистов 31 мая и за укрывательство в здании министерства Кондорсе Гара был арестован, но оправдался. 15 августа он сложил с себя должность, после чего вскоре последовал вторичный арест.
По окончании террора Гара стал читать во вновь учреждённом институте курс нравственных и политических наук; был членом Совета пятисот. После 18 брюмера Гара сблизился с первым консулом, который внёс его имя в список 60 первых сенаторов. Однако в Сенате он не всегда соглашался с распоряжениями Бонапарта; так, он подал голос против ссылки 134 якобинцев и даже предлагал Моро свои услуги в качестве защитника. Во время империи он возведён был в графское достоинство. В 1814 года Гара подал голос за низложение Наполеона.
Несмотря на всё его усердие, Людовик XVIII не возвёл Гара в достоинство пэра, поэтому во время 100 дней он выступил в палате депутатов против Бурбонов. За это в 1816 году Гара был принуждён удалиться из Парижа. Был исключён ордонансом от 21 марта 1816 г. из Французской академии.
После него осталось множество речей, этюдов, журнальных статей и т. п. Его мемуары помещены в «Biographie Universelle» Мишо.